# Лысковщина (Круглянский район)
Лысковщина (бел. Лы́скаўшчына) — деревня в Круглянском районе Могилёвской области Республики Беларусь. В составе Круглянского сельсовета.

## География
В 65 км от Могилёва. 

### Гидрография
Расположено озеро.

## История
До 11 апреля 1960 года деревня входила в состав Скуратовского сельсовета, до апреля 1963 года — в состав Леснянского сельсовета.

## Население

### Численность
- 2009 год — 4 жителей

### Динамика
- 2009 год — 4 жителей (перепись населения)

## Достопримечательность
- Часовня Николая Чудотворца
- Экотуркомплекс «Николаевские пруды»[4]
- Бюст генерала Черняева М. Г. Установлен на территории экотуркомплекса «Николаевские пруды».
- Дом-музей русского художника Н. В. Неврева
- Галерея «Назад в СССР»